# Zele niveitarsis
Zele niveitarsis är en stekelart som först beskrevs av Cresson 1872.  Zele niveitarsis ingår i släktet Zele och familjen bracksteklar. Inga underarter finns listade i Catalogue of Life.